# Earth and Sun and Moon
Albums de Midnight Oil
Scream in Blue: Live
(1992) Breathe
(1996)
Singles
1. Truganini
Sortie : 1993
2. My Country
Sortie : 1993
3. In The Valley
Sortie : 1993
4. Outbreak of Love
Sortie : 1993

Earth and Sun and Moon est le huitième album studio du groupe de rock australien Midnight Oil sorti le 20 avril 1993.

## Liste des titres
| No  | Titre                  | Auteur                              | Durée |
| --- | ---------------------- | ----------------------------------- | ----- |
| 1.  | Feeding Frenzy         | - Peter Garrett - Jim Moginie       | 5:07  |
| 2.  | My Country             | Rob Hirst                           | 4:51  |
| 3.  | Renaissance Man        | - Garrett - Moginie - Martin Rotsey | 4:41  |
| 4.  | Earth and Sun and Moon | Moginie                             | 4:33  |
| 5.  | Truganini              | - Hirst - Moginie                   | 5:11  |
| 6.  | Bushfire               | - Garrett - Moginie                 | 4:36  |
| 7.  | Drums of Heaven        | - Garrett - Hirst - Moginie         | 5:31  |
| 8.  | Outbreak of Love       | Hirst                               | 5:14  |
| 9.  | In the Valley          | - Garrett - Hirst - Moginie         | 4:41  |
| 10. | Tell Me the Truth      | - Garrett - Moginie                 | 4:06  |
| 11. | Now or Never Land      | - Garrett - Moginie                 | 5:22  |

NoteLa chanson Truganini parle de la femme aborigène nommée Truganini, considérée comme « la dernière des Aborigènes de Tasmanie ».

## Composition du groupe
- Peter Garrett : chant, harmonica
- Bones Hillman : basse, chœurs
- Jim Moginie : guitares, claviers, chœurs
- Martin Rotsey : guitares
- Rob Hirst : batterie, chœurs

## Classements et certifications
| Classement (1993)              | Meilleure place |
| ------------------------------ | --------------- |
| Allemagne (Media Control AG)   | 17              |
| Australie (ARIA)               | 2               |
| Canada (Canadian Albums Chart) | 8               |
| États-Unis (Billboard 200)     | 49              |
| France (IFOP)                  | 7               |
| Nouvelle-Zélande (RIANZ)       | 5               |
| Pays-Bas (Mega Album Top 100)  | 91              |
| Royaume-Uni (UK Albums Chart)  | 27              |
| Suède (Sverigetopplistan)      | 15              |
| Suisse (Schweizer Hitparade)   | 5               |

| Pays                  | Certifications | Unités certifiées |
| --------------------- | -------------- | ----------------- |
| Australie (ARIA)      | Platine        | 70 000            |
| Canada (Music Canada) | Or             | 50 000            |
| France (SNEP)         | Or             | 100 000           |
| Suisse (IFPI)         | Or             | 25 000            |